# 李瑾 (1959年)
李瑾（1959年6月—），女，云南曲靖人，中华人民共和国政治人物，曾任云南省司法厅副厅长，第十届、第十一届全国人民代表大会云南地区代表。

## 生平
毕业于昆明师范学院数学系数学专业。1988年加入中国国民党革命委员会。曾任民革曲靖市委主委、曲靖市人大常委会副主任，民革云南省委副主委、云南省司法厅副厅长等职。